# 降边嘉措
降边嘉措（藏語：འཇམ་དཔལ་རྒྱ་མཚོ，威利转写：'jam dpal rgya mtsho；1938年—），藏族作家，生于1938年（藏历土虎年）10月，中国四川省甘孜藏族自治州巴塘人。曾为十四世达赖、十世班禅担任翻译。现任中国社会科学院少数民族文学研究所研究员，研究生院少数民族文学系博士生导师。主要从事藏族文学研究。
降边嘉措童年时会使用藏汉两种语言。1950年10月小学毕业后加入进藏的解放军队伍。1952年底起入西藏军区干部学校，接触到《新儿女英雄传》等小说。1955年毕业于西南民族学院。1956年10月任中央民委翻译局翻译。1960年正式开始创作生涯。经过20年的反复修改，于1980年发表了汉语长篇小说《格桑梅朵》，2年后又将其译写成藏文。1980年报考中国社会科学院民族文学研究所并被录取，是当时第一位藏族副研究员。后来从事格萨尔王传和藏文化研究。曾任中国少数民族文学学会副会长，全国《格萨尔》工作小组组长等职。

## 著作
降边嘉措的代表作《格桑梅朵》是一部现实主义小说，“格桑梅朵”是藏语中吉祥花的意思。小说塑造了共产党干部郭志城、李刚、洛珠，青年农奴边巴、女农奴娜真等人物，也描写了西藏上层中对中国人民解放军入藏的不同态度：或武装对抗、或摇摆不定、或乐于合作。
著有《〈格萨尔〉初探》《〈格萨尔〉与藏族文化》《〈格萨尔〉论》《走近格萨尔》《格萨尔王》《格萨尔王全传》（合著）《格萨尔唐卡画册》（合著）《〈格萨尔〉的历史命运》《新中国〈格萨尔〉事业的奋斗历程》等书。另主持编纂40卷、51册藏文版《格萨尔》精选本，主编《〈格萨尔〉大辞典》。
作为十世班禅的翻译，降边嘉措还著有《班禅大师》一书。该书首先于1989年由《東方出版社》出版，获首屆中國傳記文學『東方杯傳記文學優秀著作』奖项，但随后被禁。后来，香港開放雜誌社以《悲劇英雄班禪喇嘛》为名在1999年将此书另行出版